# 아케노 육군비행학교
아케노 육군비행학교(明野陸軍飛行学校)는 미에현 이세시에 있던 일본 제국 육군의 병과학교였다.